# Hyperoperator
En hyperoperator er en aritmetisk operator, som kan beskrives som gentagelser af den "lavere" hyperoperator. Hyperoperatoren af grad-0 er efterfølger-funktionen (f(x)=x+1) dvs. at a[0]b=a+1 (uafhængig af b), derefter følger hyperoperatoren af første grad, som gentager efterfølger-funktionen (adderer 1) på tallet, a, b gange, altså a[1]b=a+b.
Følgen af hyperoperatorer er efterfølger-funktionen (a+1), addition (a+b), multiplikation (ab), potens (ab), tetration (ba) osv.
En hyperoperator af n. grad defineres med den rekursive funktion:
{\displaystyle H_{n}(a,b)={\begin{cases}b+1&{\text{hvis }}n=0\\a&{\text{hvis }}n=1,b=0\\0&{\text{hvis }}n=2,b=0\\1&{\text{hvis }}n\geq 3,b=0\\H_{n-1}(a,H_{n}(a,b-1))&{\text{ellers}}\end{cases}}\,\!}
Der eksisterer mange notationer til at vise hyperoperatorer f.eks. notationen med kantede parenteser og Knuths pil-notation.